# Cinerama

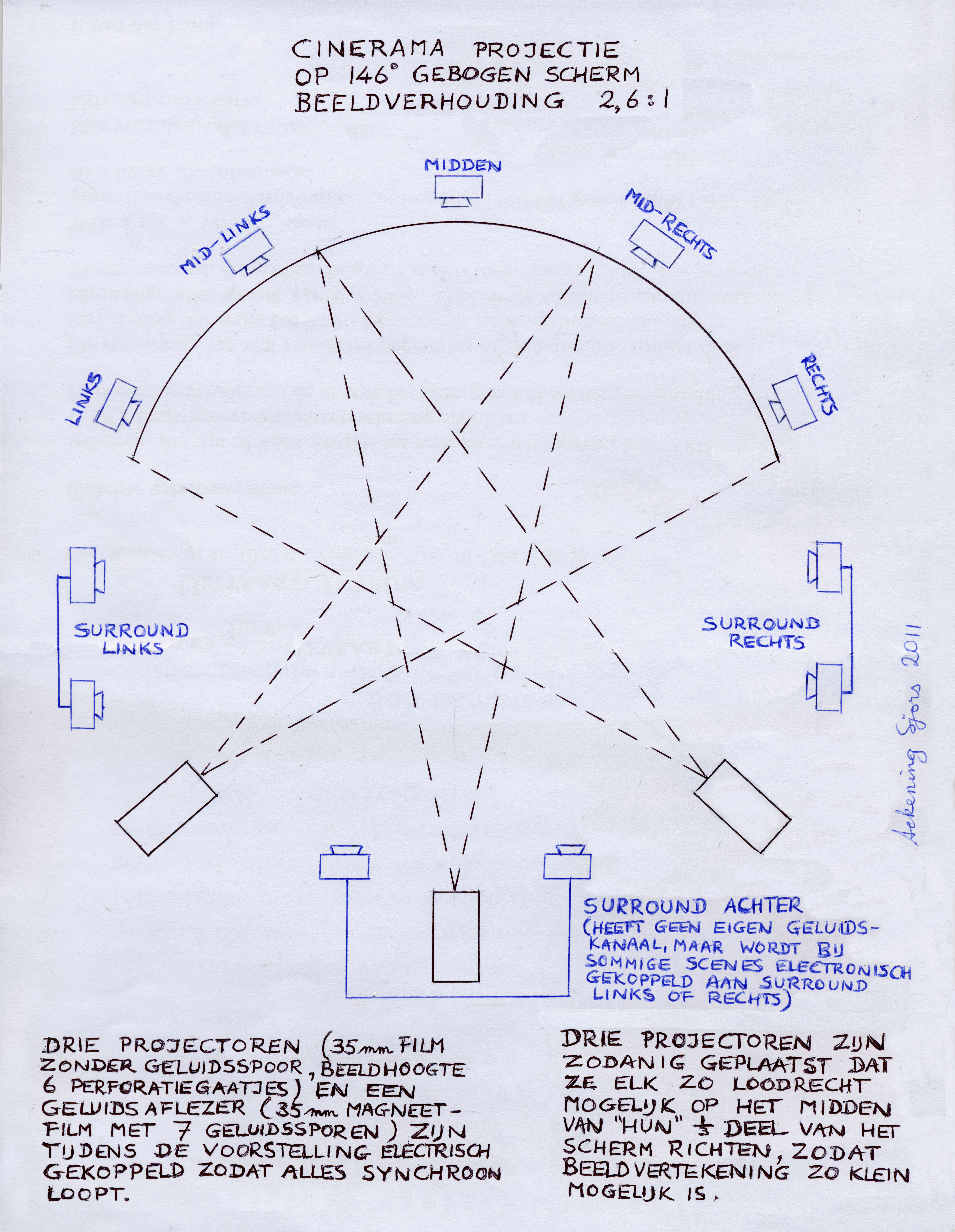
Sistema de projecció del Cinerama

El Cinerama –combinació de les paraules cinema i panorama (del grec pan, és a dir, tots, i Orama, allò que es veu) va ser inventat per Fred Waller l'any 1932 i consistia en la gravació d'una pel·lícula amb tres càmeres sincronitzades i en la projecció d'aquesta filmació amb quatre projectors, tres dels quals projectaven la imatge en 35 mm simultàniament en una pantalla amb forma d'arc circular (165o) i un que emetia el so. A la pantalla cada projector projectava la imatge corresponent a una de les tres pel·lícueles, formant una imatge panoràmica, incrementant la grandària i la nitidesa de la pel·lícula. Pel que fa al projector del so, també gravat en un format 35 mm, tenia set pistes i era so estereofònic. Aquesta innovació en el cinema va sorgir cap als anys cinquanta per combatre la gran influència de la televisió, que havia esdevingut rival de la indústria fílmica.
Les pel·lícules Cinerama acostumaven a ser documentals de viatges, la qual cosa era un tema que s'adaptava visualment al sistema. Cal destacar documentals com This is Cinerama (1952) o Cinerama Holidays (1955). Malgrat això, el 1962 la Metro Goldwyn Mayer, en associació amb l'empresa Cinerama, va produir dues pel·lícules d'ordre dramàtic en aquest estil: El meravellós món dels germans Grimm (The Wonderful World of the Brothers Grimm) o La conquesta de l'oest (How the West Was Won).
Malgrat tot, el cinerama presentava alguns problemes que van dificultar-ne la seva màxima difusió. D'una banda, cal destacar que la imatge que quedava projectada tenia dues línies on s'unien les tres gravacions de les tres càmeres, de manera que l'espectador no podia veure la imatge amb perfecció. D'altra banda, també caldria destacar que la producció d'aquests films tenia costos força elevats. Així doncs, tractant de buscar una alternativa al sistema que eliminés aquests inconvenients tècnics que tenia, es van començar a produir pel·lícules en 70 mm filmades amb una sola càmera (de vegades amb una mínima compressió anamòrfica) i s'anunciaven i es publicaven com a cinerama, encara que no s'hagués dut a terme el procés original.

## Invenció
Durant els inicis dels anys 1930, Waller va realitzar unes investigacions als estudis de la productora Paramount. Aquests estudis el van portar a extreure la conclusió que una sensació de profunditat i de realisme es podia aconseguir a través d'una pantalla ampla i corba que inclogués la vista panoràmica de l'espectador. Els seus primers experiments van ser amb una bateria de onze càmeres-projector de 16 mm i projectors que fotografiaven una imatge hemisfèrica. El sistema va ser re-dissenyat amb cinc càmeres-projector al que s'hi acredita haver salvat centenars de vides d'aviadors a la Segon Guerra Mundial amb el nom de "Waller Gunnery Trainer".
Waller va re-definir aquest sistema perquè utilitzés càmeres-projector de 35 mm i la pantalla va ser modificada d'una secció esfèrica a un arc. Pel sistema de so, Waller va contactar amb l'expert en enregistrament Hazard Reeves. Reeves era un pioner el l'enregistrament magnètic i la seva proposta pel so del Cinerama va ser crear un sistema multi-canal que igualés les dimensions de la pantalla. Inicialment, el sistema de so estereofònic consistia en 5 canals col·locats darrere la pantalla de projecció. Reeves va afegir posteriorment un sisè i un setè canal per alimentar els altaveus de l'auditori sota el control de l'enginyer del teatre.
La cita de Lowell Thomas "Senyors i senyores, això és Cinerama" és només la punta de l'iceberg de l'èxit que el Cinerama va obtenir. Lowell Thomas estava convençut que el Cinerama representava l'inici d'un nou món en el camp de projecció d'imatges en moviment. El seu involucrament, més que el de ningú altre, va ajudar a la creació de la primera pel·lícula. Thomas també va reclutar el veterà productor Merian C. Cooper, pare de King Kong, i una de les forces poderoses que va ajudar a la creació de la triple tira Technicolor, que va assegurar que la primera demostració fos exitosa. Lowell Thomas va ser el president de Cinerama Productions, Inc., en oposició a Cinerama, Inc., la companyia fundada per Fred Waller i inicialment dirigida per Hazard Reeves.

## Característiques tècniques
La imatge és formada per tres pel·lícules de 35 mm separades, i el so és emmagatzemat en una quarta cinta magnètica amb 7 pistes sonores (corresponents als set canals d'emissió).
Els fotogrames individuals tenien sis perforacions d'altura enlloc de les quatre habituals, i la velocitat de fotogrames fou incrementada de 24 a 26 fotogrames per segons per reduir l'aparent parpelleig a la pantalla gegant de 165 graus.
Els tres fotogrames de les tres pel·lícules corresponents formaven una imatge amb una definició sis vegades més gran que la d'una pel·lícula convencional de 35 mm. Aquesta resolució, combinada amb les nítides lents de gran angular i la seva ampliada profunditat de camp formaven una inigualable experiència de visió.

## Smilebox
Smilebox és un format de pel·lícula creat el 1999 que facilita la visualització de films en format Cinerama. Aquest format simula a la pantalla la projecció original en pantalla corbada de 146º, estrenyent la imatge al centre per imitar l'efecte immersiu.
Les dificultats tècniques del format cinerama va fer que anés desapareixent. Des del 2012 es van editar alguns títols antics per tal de reproduir-ne parcialment l'efecte immersiu. L'edició en blu-ray del documentari de 1952 «This is cinerama» (2015) va incloure la tecnologia Smilebox.
Per poder mostrar els clips de Cinerama al documental, s'havia de desenvolupar un procés de telecine des dels negatius. L'expert en efectes especials i aficionat al Cinerama Greg Kimble va treballar durant diverses setmanes amb enginyers del Pacific Ocean Post i Digital Magic a Los Angeles per perfeccionar una tècnica per fer-ho possible.